# 王懷慶
參數所指定的目標頁面不存在，建議更正成存在頁面或直接建立下列一個頁面（建立前請先搜尋是否有合適的存在頁面可以取代）：
- 王懷慶 (畫家)

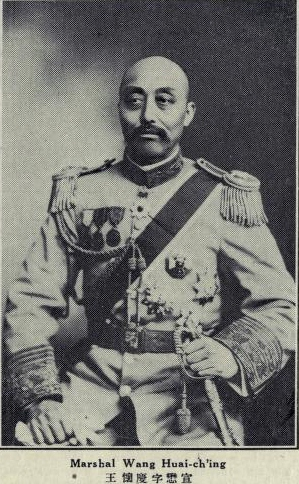
《中国名人录（第三版）》中的王懷慶照片

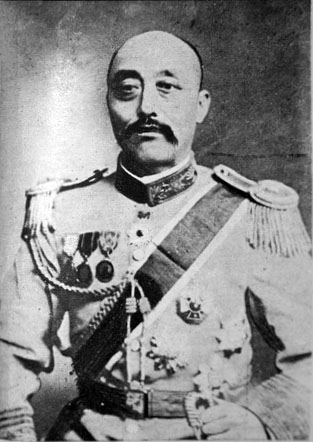
王懷慶

王懷慶（1876年—1953年），字懋宣，直隷省河間府寧晋縣人，清末民初軍事將領。

## 生平
王懷慶早年曾為牧童。1896年（光緒22年）入伍，1900年（光緒26年）成爲袁世凱的部下。1905年（光緒31年），任北洋常備軍騎兵第2協協統。1907年（光緒33年），任東三省督署軍務處会辦兼奉天中路統領。1909年（宣統元年），改任淮軍統領、通永鎮總兵。
1912年（民国元年）1月，王懷慶被推舉為灤州都督，残酷镇压了滦州起义并诱杀起义领导人王金铭、施从云、白毓昆。3月，任天津鎮總兵兼密雲鎮守使、6月任薊榆鎮守使、多倫鎮守使，期间与外蒙古军交战。1914年（民国3年）9月，任冀南鎮守使。1915年（民国4年）5月，兼管外火器營事務及清理京城官戶處督辦。同年12月，袁世凱稱帝，获封二等男。
袁世凱死後的1916年（民国5年）6月，王懷慶任大名鎮守使，此後成爲直系成員。1918年（民国7年）2月任幫辦直隷軍務，翌年5月任步兵統領兼陸軍第13師師長。1920年（民国9年）7月的直皖戰争中，任京畿衛戌司令。1922年（民国11年）5月被任命為熱河都統，但仍任京畿衛戌司令（由熱河幇辦米振標代理都統）。
1924年（民国13年）第二次直奉戰争中，王懷慶被吳佩孚委任為討逆軍第2軍總司令，后又任陆军检阅使兼西北邊防督辦。後來敗於奉軍，被迫下野。1926年（民国15年）4月吳佩孚重新掌權，王懷慶任北京警衛司令（由衛戌司令更名而來）。此後在奉系壓迫下，同年11月他被迫辞任。
此後，王懷慶自軍政界引退，寓居天津。抗日戰争期间日本軍支配華北之際，王懷慶被任命為京漢路治安軍總司令，但沒有就任。
1953年，王怀庆在天津病逝。享年78歲。

## 其他
- 1919年秋，王懷慶僱用民夫偷盜圓明園石料建立達園，佔地12萬平方米。該園位于今北京市海淀区原海淀鎮北1公里處，俗稱“王懷慶花園”。
- 王懷慶生平喜好馬桶，常坐在馬桶上辦公，常持續三小時之久，人稱「馬桶將軍」。

## 影视
- 魏宗万：1991年中國電影：《开天辟地》